# Harmony Corruption
Harmony Corruption ist das dritte Studioalbum der englischen Band Napalm Death und wurde 1990 veröffentlicht. Es gilt als der Beginn der Death-Metal-Ära der Band.

## Musikalischer Hintergrund
Nachdem im Jahr 1989 mit Gitarrist Bill Steer und Sänger Lee Dorrian zwei Mitglieder Napalm Death verlassen hatten, besetzte die Band als erstes den Posten des Sängers mit Barney Greenway, der zu dieser Zeit bei Benediction sang. Wenig später wurde mit Jesse Pintado, Gitarrist der US-amerikanischen Band Terrorizer auch ein neuer Gitarrist gefunden. Kurz darauf holte Napalm Death Mitch Harris (Righteous Pigs) als zweiten Gitarristen in die Band. Damit kamen erstmals Einflüsse aus dem Death Metal in die Band, die bis dahin eine reine Grindcore-Band war. Shane Embury und Mick Harris entschieden, dass die Aufnahmen zu Harmony Corruption außerhalb von England im Morrisound-Studio in Tampa unter der Leitung von Scott Burns stattfinden sollten. Sie mochten den Sound des Studios und die Bands, die dort aufgenommen hatten, insbesondere das Album Leprosy von Death. Außerdem wollte die Band „keine 30- bis 40sekündigen Songs mehr schreiben“. Sänger Barney Greenway fasste den Stilwechsel der Band wie folgt zusammen:

„Wir entschieden uns für den Death Metal, ohne allerdings unsere Hardcore-Gesinnung aufzugeben. So ein Ethos lässt man ja nicht so einfach sterben. […] Unsere musikalische Neuorientierung war allerdings absolut notwendig.“

Musikalisch war das Quintett von den genannten Death, aber auch von Massacre oder Morbid Angel beeinflusst, mit denen sie 1989 eine gemeinsame Tournee bestritten hatten.

## Entstehung und Veröffentlichung
Die Aufnahmen begannen im Frühjahr 1990 im Morrisound-Studio. Allerdings stellten sie sich als sehr schwierig heraus, insbesondere Schlagzeuger Mick Harris hatte wegen seines Grindcore-Stils Probleme beim Timing und der Genauigkeit. Wegen seines egozentrischen Auftretens kam es des Öfteren zu Spannungen zwischen ihm und dem Rest der Band. Zur Eskalation kam es, als Mitch Harris und Jesse Pintado nach einer Party nicht am nächsten Morgen im Studio erschienen, woraufhin Mick Harris den Produzenten Scott Burns wegen dessen Kritik an seinen Leistungen beschimpfte. Burns und Studioinhaber Tom Morris erklärten der Plattenfirma daraufhin telefonisch, dass sie nicht mehr mit Napalm Death arbeiten würden.
Nach Vermittlung von Digby Pearson, Inhaber von Earache Records, gelang es schließlich, die Wogen zu glätten. Mick Harris nahm zwei Wochen Auszeit, in denen er bei David Vincent von Morbid Angel wohnte, und die Aufnahmen konnten im Mai 1990 abgeschlossen werden. Rückblickend sagte der Produzent:

„Letztendlich hatten die Jungs überhaupt keinen Plan, wohin die Reise gehen sollte. Klar, es sollte natürlich heavy klingen, aber ihnen war der Sound einfach zu clean. […] Andere Bands hätten den Sound wohl mit Kusshand akzeptiert, aber für Napalm Death war er einfach nicht extrem genug.“

Shane Embury bestätigte rückblickend, dass das Album nicht nach Napalm Death geklungen habe. Trotz aller Schwierigkeiten gingen die Band und Burns nicht im Streit auseinander und das Album erschien Anfang August 1990 in Europa, Distributor war Rough Trade. Aufgrund der vertraglichen Vereinbarungen zwischen Earache und dem US-Vertrieb Combat erschien das Album mit mehreren Monaten Verzögerung am 7. Dezember 1990 in den USA. Als Bestandteil eines Veröffentlichungspakets, bestehend aus Altars of Madness von Morbid Angel, Left Hand Path von Entombed, Streetcleaner von Godflesh und Symphonies of Sickness von Carcass, war es das erste Album von Napalm Death, das regulär außerhalb von Europa erschien, und wurde in den USA ein kommerzieller Erfolg.

## Covergestaltung
Das expressionistisch gestaltete Plattencover zeigt Ausschnitte aus der anatomischen Darstellung eines menschlichen Schädels und das Skelett eines Gorillas vor blutrotem Hintergrund. Oben rechts sind Schnipsel verkohlter Notenblätter und im rechten unteren Bereich ein brennendes Kreuz umgeben von Kampfflugzeugen zu sehen. Der für die Gestaltung des Plattencovers engagierte Grafiker David Windmill sollte damit „die Grenzen der Bigotterie und der Vorurteile zwischen Mensch und Tier“ abstrakt darstellen. Allerdings verlangte er ein Honorar, das mehr als doppelt so hoch wie vereinbart war sowie weitere nicht vereinbarte Zahlungen für T-Shirt-Motive, was zu Streit zwischen ihm und der Band geführt haben soll. Daneben geriet die Band wegen des brennenden Kreuzes und der Kampfflugzeuge in die Kritik und wurde als „Militärbefürworter und Ku-Klux-Klan-Sympathisanten“ bezeichnet.

## Weitere Veröffentlichungen
Die Erstauflage der LP wurde um eine Live-EP in schwarzem Vinyl ergänzt, die einen Konzertmitschnitt der Band vom 29. Juni 1990 enthielt. Daneben erschienen eine Picture Disc und eine Musikkassette.
Ebenfalls im August 1990 veröffentlichte Earache die EP Suffer the Children, welche neben dem als letzten Titel auf Harmony Corruption enthaltenen Lied und einer Neuaufnahme von Siege of Power auch das elektronische Stück Harmony Corruption enthielt.
Die CD enthielt in der ersten Version den Bonustitel Hiding Behind und in einer weiteren Version zusätzlich die Stücke der EP Mentally Murdered. Die in Japan veröffentlichte CD enthielt darüber hinaus die B-Seite der EP Suffer the Children.

## Rezeption
Die europäische Fan-Basis der Band zeigte sich wegen des radikalen Stilwechsels größtenteils irritiert und warf der Band vor, ins Morrisound-Studio gegangen zu sein, um den typischen Death-Metal-Klang zu bekommen, und einem Trend gefolgt zu sein. Fans, die vom Death Metal die traditionell todesbezogenen Texte erwarten, kritisierten außerdem die Beibehaltung der grind- und hardcore-typischen sozialen Themen nach dem Stilwechsel. Dennoch gelangte das Album auf Platz 67 der englischen Albumcharts. Außerhalb Europas war Harmony Corruption der erste kommerzielle Erfolg der Band.
In einem zeitgenössischen Review bemerkte das Rock Hard, dass Napalm Death mit dem Album die Wandlung von einer „Lärmcombo“ zu einem „ernstzunehmenden, spielerisch kompetenten Death Metal/Grindcore-Act“ gelungen sei, lediglich die „brutalen Vocals“ besäßen einen zu geringen Wiedererkennungswert. Das Online-Magazin metal.de führt das Album als eines der Klassiker des Death Metals der 1990er Jahre. Jason Birchmeier von Allmusic hingegen bezeichnet das Album zwar als ungewöhnlich für die Band, aber als wenig bedeutend für das Genre.

## Titelliste
- Vision Conquest (Text/Musik: Shane Embury)
- If the Truth Be Known (Text: Shane Embury, Barney Greenway/Musik: Shane Embury)
- Inner Incineration (Text: Shane Embury/Musik: Jesse Pintado)
- Malicious Intent (Text/Musik: Shane Embury)
- Unfit Earth (Text: Barney Greenway/Musik: Mick Harris); feat. John Tardy und Glen Benton
- Circle of Hypocrisy (Text: Barney Greenway/Musik: Mick Harris)
- The Chains that Bind Us (Text: Shane Embury, Barney Greenway/Musik: Mick Harris)
- Mind Snare (Text: Barney Greenway/Musik: Mick Harris)
- Extremity Retained (Text: Barney Greenway/Musik: Mick Harris)
- Suffer the Children (Text: Barney Greenway/Musik: Mick Harris)